# Heaven Up Here
Heaven Up Here (с англ. — «Рай здесь — наверху») — второй студийный альбом английской пост-панк-группы Echo & the Bunnymen, выпущенный 30 мая 1981 года лейблом Korova. В июне 1981 года Heaven Up Here стал первым релизом Echo & the Bunnymen вошедший в топ-10, когда он достиг 10-го места в UK Albums Chart. Это также была первая запись группы в чартах альбомов Соединённых Штатов, когда она достигла 184-го места в Billboard 200. С Heaven Up Here были выпущены синглы «A Promise» и «Over the Wall».
Записанный в Rockfield Studios близ Монмута в Уэльсе, Heaven Up Here был спродюсирован группой совместно Хью Джонсом. Альбом, в целом хорошо принятый поклонниками группы в Соединённом Королевстве и критиками, Heaven Up Here получил награды «Best Dressed LP» и «Best Album» на NME Awards 1981 года. Альбом также занял 463-е место в списке «500 величайших альбомов всех времён» по версии журнала Rolling Stone.

## Предыстория и запись
После того, как дебютный альбом Echo & the Bunnymen, Crocodiles, вызвал интерес публики и прессы, группа выпустила миньон Shine So Hard, который сохранил их репутацию. Вскоре началась работа над их вторым альбомом Heaven Up Here. Из-за музыкальных разногласий между группой и продюсерами Crocodiles Биллом Драммондом и Дэвидом Балфом Хью Джонс был приглашён для продюсирования Heaven Up Here. Джонс ранее занимался звукорежиссурой Crocodiles и был сопродюсером Shine So Hard вместе с Драммондом. Позже Джонс стал продюсером альбома группы Siberia 2005 года. Группе также был предоставлено дополнительное примечание продюсера. Альбом был записан в Rockfield Studios близ Монмута в Уэльсе в марте 1981 года.
В примечаниях к ремастированной версии альбома 2003 года вокалист Иэн Маккаллох сказал, что у него в голове постоянно крутилась песня американской рок-группы The Velvet Underground «What Goes On». Он также заявил, что группа хотела записать соул-альбом. В тех же примечаниях басист Лес Паттинсон сказал, что группа часто ленилась и поэтому арендовала репетиционное помещение в Министерстве в Ливерпуле. Он сказал, что это заставило их работать усерднее и развивать «язык» в ритме. По словам гитариста Уилла Сержанта, Маккаллох считает альбом Heaven Up Here альбомом Сержанта, потому что во время записи он был властным и помешанным на контроле.

## Музыка
В 1981 году музыкальный журнал NME описал альбом как более мрачный и страстный, чем Crocodiles 1980-х годов. Журнал Record Mirror также сообщил, что группа пела блюз и посвятила себя экзистенциальной печали. Далее они отметили, что альбом предлагает «анатомию меланхолии, сверкающую очарованием обречённости». Melody Maker не согласился, когда в 1981 году они сказали, что «the Bunnymen продолжают играть величественную, вдохновляющую музыку, которая будет сиять в предстоящие нам тёмные дни». В книге 2002 года «Бирюзовые дни: Странный мир Echo & the Bunnymen» автор Крис Адамс писал, что в 1995 году Маккалох сказал: «этот острый край [альбома] всё ещё остаётся в силе». Что касается их стиля музыки, в 1980 году Маккалох сказал следующее: «я всегда говорю „Мы рок-группа“. Потому что я горжусь этим». Он также добавил: «мне нравится рок-музыка […] Я предпочитаю быть хорошим или великим в этом базовом формате […] Я просто предпочитаю базовые песни».
В своей книге 2005 года «Разорви это и начни сначала: пост-панк 1978—1984» британский музыкальный журналист Саймон Рейнольдс описал «звук небес здесь» как наполненный «гитарными наложениями, клавишными бликами, вокальными многодорожками и атмосферными парами». Сравнивая Heaven Up Here с альбомом группы Joy Division 1980 года Closer, Рейнольдс сказал, что их «мучают одни и те же вещи […] лицемерие, недоверие, предательство, потерянный или замороженный потенциал». Тем не менее, он сказал, что «ближе показывает, что Иэн Кёртис смертельно загипнотизирован своими собственными ужасными видениями, Heaven Up Here, в конечном счёте, поворачиваются лицом к свету» с такими песнями как «No Dark Things», которые он описывает как отказ от «принятия желаемого за действительное» и «All I Want», которые он описывает как «взрывное празднование желания ради желания» и «чистое непримиримое возбуждение».

## Художественное оформление
Фотография, использованная на передней и задней сторонах обложки альбома, была сделана фотографом Брайаном Гриффином. На снимке группа изображена на мокром пляже в приморском городе Порткоул в южном Уэльсе; на небе тёмные облака, а солнце низко над горизонтом, из-за чего вырисовывается силуэт группы. Снимок был сделан в выходной день после записи альбома. Оригинальная обложка альбома была разработана Мартином Аткинсом. По словам Гриффина, они использовали вёдра с рыбными потрохами, чтобы заманить чаек в кадр. Он также заявил, что и Драммонд, и Роб Дикинс, глава их звукозаписывающего лейбла Korova, ненавидели фотографии со съёмок, и что ему и Аткинсу пришлось бороться за то, чтобы их использовали на сливе. Обложка получила награду «Best Dressed LP» на церемонии NME Awards 1981 года. Рейнольдс сказал, что менеджер группы Драммонд считал их олицетворением «холода, сырости, темноты».
Фотография на обложке оригинального альбома была сохранена для переиздания 2003 года. Однако дизайн был слегка изменён графическим дизайнером Рэйчел Гутек из дизайнерской компании guppyart. Релиз содержал расширенный буклет, написанный музыкальным журналистом Максом Беллом, в котором излагалась предыстория альбома. Буклет также содержит ряд фотографий, которые приписываются Сержанту и Паттинсону.

## Выпуск
Первоначально альбом был выпущен в виде LP компанией Korova в Соединённом Королевстве 30 мая 1981 года. Затем он был выпущен в США лейблом Sire Records 24 июня 1981 года. Он был выпущен в другом месте на Korova, хотя и с другим каталожным номером. Первая сторона пластинки содержала пять песен, а вторая — шесть. Альбом был впервые выпущен на CD 16 мая 1988 года.
Вместе с их первыми пятью альбомами Heaven Up Here был ремастирован и переиздан на CD в 2003 году, содержащий пять бонус-треков — эти релизы продавались как издания, посвящённые 25-летию. Песня «Broke My Neck (Long Version)», которая была записана в студии Tistedal в Норвегии 7 июня 1981 года, является би-сайдом 12-дюймового сингла «A Promise» — отредактированная версия использовалась в качестве би-сайда 7-дюймового сингла. Остальные четыре бонус-трека были записаны вживую в отеле Manly Vale в Сиднее, Австралия, 11 ноября 1981 года. Переизданный альбом был спродюсирован музыкальным историком Энди Заксом и продюсером Биллом Инглотом.
Единственным синглом с Heaven Up Here, выпущенным по всему миру, был «A Promise» 10 июля 1981 года. Сингл оставался в UK Singles Chart в течение четырёх недель и достиг 49-го места. Позже в том же году «Over the Wall» был выпущен как сингл только в Австралии.

## Отзывы критиков
| Оценки критиков               | Оценки критиков |
| Источник                      | Оценка          |
| ----------------------------- | --------------- |
| AllMusic                      | [ 19 ]          |
| Blender                       | [ 20 ]          |
| The Guardian                  | [ 21 ]          |
| Mojo                          | [ 22 ]          |
| Pitchfork                     | 8.0/10          |
| Q                             | [ 24 ]          |
| Record Mirror                 | [ 25 ]          |
| The Rolling Stone Album Guide | [ 26 ]          |
| Smash Hits                    | 9/10            |
| The Village Voice             | C               |

Heaven Up Here в целом был хорошо принят музыкальной прессой и критиками. В интервью 1982 года с группой для NME рок-журналист Барни Хоскинс описал альбом как «одно из самых превосходных воплощений формы „рока“ на памяти живых». Более поздние обзоры продолжали хорошо воспринимать альбом: рецензент AllMusic Аарон Уоршоу сказал, что Маккаллох «поёт с невероятной самоотдачей и страстью на протяжении всего альбома» и что игра Сержанта на гитаре была «угловатой». Не все отзывы были положительными: Роберт Кристгау из The Village Voice сказал, что у него «не было возражений против беззвучного кошачьего воя, но беззвучный психоделический кошачий вой всегда был другим делом». В своей книге 1999 года «С берегов Лейк-Плэсида и другие истории» менеджер группы Билл Драммонд сказал: «альбом скучный, как канава. Песни бесформенны, звучание однообразно серое».
Heaven Up Here хорошо продавался в Соединённом Королевстве, оставаясь в UK Albums Chart в общей сложности 16 недель и достигнув пика 10-го места в июне 1981 года. Альбом стал первым релизом Echo & the Bunnymen, попавшим в американские чарты, когда он достиг 184-го места в Billboard 200.
В 2012 году альбом занял 463-е место в списке «500 величайших альбомов всех времён» по версии журнала Rolling Stone. Журнал NME поставил альбом на 39 позицию в своём списке 50 величайших альбомов 1980-х годов и под номером 51 в своём списке величайших альбомов всех времён. Альбом также получил награду NME за лучший альбом 1981 года. Рейнольдс описал награду как «по сути, протестное голосование против нью-поп-музыки молчаливым большинством пост-панка».

## Список композиций
Слова и музыка всех песен — группа Echo & the Bunnymen (Иэн Маккалох, Уилл Сержант, Лес Паттинсон, Пит де Фрейтас).
| №  | Название            | Длительность |
| -- | ------------------- | ------------ |
| 1. | «Show of Strength»  | 4:50         |
| 2. | «With a Hip»        | 3:16         |
| 3. | «Over the Wall»     | 5:59         |
| 4. | «It Was a Pleasure» | 3:12         |
| 5. | «A Promise»         | 4:08         |

| №                   | Название            | Длительность |
| ------------------- | ------------------- | ------------ |
| 6.                  | «Heaven Up Here»    | 3:45         |
| 7.                  | «The Disease»       | 2:28         |
| 8.                  | «All My Colours»    | 4:06         |
| 9.                  | «No Dark Things»    | 4:27         |
| 10.                 | «Turquoise Days»    | 3:51         |
| 11.                 | «All I Want»        | 4:09         |
| Общая длительность: | Общая длительность: | 43:57        |

| №   | Название                       | Длительность |
| --- | ------------------------------ | ------------ |
| 12. | «Broke My Neck» (Long Version) | 7:22         |
| 13. | «Show of Strength» (Live)      | 4:41         |
| 14. | «The Disease» (Live)           | 1:53         |
| 15. | «All I Want» (Live)            | 3:09         |
| 16. | «Zimbo» (Live)                 | 3:52         |

## Участники записи
| Echo & the Bunnymen - Иэн Маккалох — вокал, ритм-гитара, пианино - Уилл Сержант — соло-гитара - Лес Паттинсон — бас-гитара - Пит де Фрейтас — барабаны Приглашённые музыканты - Лес Пеннинг — деревянные духовые музыкальные инструменты | Производственный персонал - Хью Джонс — продюсер, инженер - Мартин Аткинс — арт-дизайн - Брайан Гриффин — фотограф - Энди Закс — продюсер (переиздание) - Билл Инглот — продюсер (переиздание), ремастеринг - Дэн Херш — ремастеринг - Клаас Ниб — инженер («Broke My Neck (Long Version)») - Рэйчел Гутек — арт-дизайн (переиздание) |